# Kernel (álgebra)

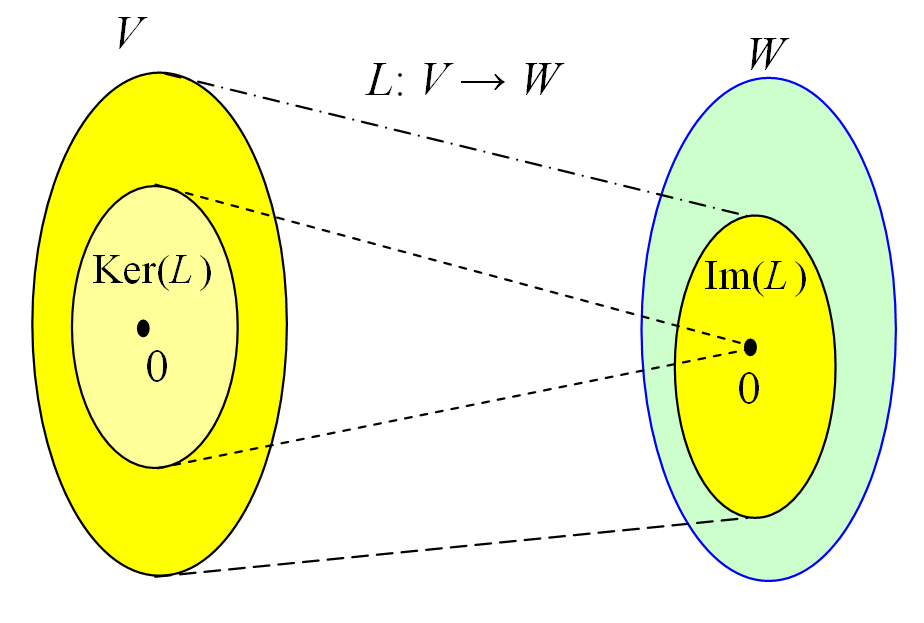
En la imagen, dos espacios vectoriales V, W y una aplicación lineal L. ker(L) es la imagen inversa del subespacio {0} de W

En álgebra, el kernel  o núcleo de un homomorfismo mide el grado en que el homomorfismo no es inyectivo. Un caso especial importante es el núcleo de una aplicación lineal. El núcleo de una matriz, también llamado espacio nulo, es el núcleo de la aplicación lineal definida por la matriz. 
La definición de kernel toma varias formas en varios contextos. Pero en todos ellos, el núcleo de un homomorfismo es trivial (en un sentido relevante para ese contexto) si y solo si el homomorfismo es inyectivo. El teorema fundamental sobre homomorfismos (o primer teorema de isomorfismo) toma varias formas, que involucran el objeto cociente (también llamado álgebra cociente en álgebra universal y el cokernel en teoría de categorías) definido por el núcleo. 
En este artículo, primero se examinan los núcleos de algunos tipos importantes de estructuras algebraicas, y a continuación se dan las definiciones generales de álgebra universal para estructuras algebraicas genéricas. 

## Ejemplos

### Aplicaciones lineales
Sean V y W espacios vectoriales sobre un campo (o más generalmente, módulos sobre un anillo) y sea T una aplicación lineal de V sobre W. Si 0W es el vector cero de W, entonces el núcleo de T es la preimagen del subespacio cero {0W}; es decir, el subconjunto de V que consta de todos los elementos de V que T asigna al elemento 0W. El núcleo generalmente se denota como ker T, o con alguna variación del mismo: 
{\displaystyle \operatorname {ker} T=\{\mathbf {v} \in V:T(\mathbf {v} )=\mathbf {0} _{W}\}{\text{.}}}
Dado que una aplicación lineal conserva los vectores nulos, el vector cero 0V de V debe pertenecer al núcleo. La transformación T es inyectiva si y solo si su núcleo se reduce al subespacio cero. 
El kernel (ker T) es siempre un subespacio lineal de V. Por lo tanto, tiene sentido hablar del espacio cociente V/(ker T). El primer teorema de isomorfismo para espacios vectoriales establece que este espacio cociente es naturalmente isomorfo a la imagen de T (que es un subespacio de W). Como consecuencia, la dimensión de V es igual a la dimensión del núcleo más la dimensión de la imagen. 
Si V y W son de dimensión finita y se han elegido bases, entonces T puede describirse mediante una matriz M, y el núcleo puede calcularse resolviendo el sistema homogéneo de ecuaciones lineales Mv = 0. En este caso, el núcleo de T puede identificarse con el núcleo de la matriz M, también llamado "espacio nulo" de M. La dimensión del espacio nulo, llamada nulidad de M, viene dada por el número de columnas de M menos el rango de M, como consecuencia del teorema de rango-nulidad. 
Resolver ecuaciones diferenciales homogéneas a menudo equivale a calcular el núcleo de ciertos operadores diferenciales. Por ejemplo, para encontrar todas las funciones dos veces diferenciables f de la recta real a sí misma de modo que 
{\displaystyle xf''(x)+3f'(x)=f(x),}
se debe considerar que V sea el espacio de todas las funciones dos veces diferenciables, W debe ser el espacio de todas las funciones, y se tiene que definir un operador lineal T de V sobre W mediante 
{\displaystyle (Tf)(x)=xf''(x)+3f'(x)-f(x)}
para f en V, y siendo x un número real arbitrario. Entonces todas las soluciones a la ecuación diferencial están en (ker T). 
Se pueden definir núcleos para homomorfismos entre módulos sobre un anillo de manera análoga. Esto incluye núcleos para homomorfismos entre grupos abelianos como un caso especial. Este ejemplo captura la esencia de los núcleos en categorías abelianas generales (véase kernel (teoría de categorías)).

### Homomorfismos de grupo
Sean G y H grupos, y sea f un homomorfismo de grupos de G sobre H. Si eH es el elemento identidad de H, entonces el núcleo de f es la preimagen del conjunto único { eH}; es decir, el subconjunto de G que consiste en todos aquellos elementos de G que se asignan por f al elemento eH. El núcleo generalmente se denota como ker f. En notación simbólica: 
{\displaystyle \operatorname {ker} f=\{g\in G:f(g)=e_{H}\}{\mbox{.}}}
Como un homomorfismo grupal conserva los elementos de identidad, el elemento de identidad eG de G debe pertenecer al núcleo. El homomorfismo f es inyectivo si y solo si su núcleo es solo el conjunto de un solo elemento { eG}. Esto es cierto porque si el homomorfismo f no es inyectivo, entonces existe {\displaystyle a,b\in G} con {\displaystyle a\neq b} tal que {\displaystyle f(a)=f(b)}. Esto significa que {\displaystyle f(a)f(b)^{-1}=e_{H}}, lo que equivale a afirmar que {\displaystyle f(ab^{-1})=e_{H}} dado que los homomorfismos de grupo llevan inversas a inversas, y dado que {\displaystyle f(a)f(b^{-1})=f(ab^{-1})}. En otras palabras, {\displaystyle ab^{-1}\in \operatorname {ker} f}. Por el contrario, si existe un elemento {\displaystyle g\neq e_{G}\in \operatorname {ker} f}, entonces {\displaystyle f(g)=f(e_{G})=e_{H}}, y por lo tanto, f no es inyectiva. 
Resulta que ker f no es solo un subgrupo de G sino que de hecho es un subgrupo normal. Por lo tanto, tiene sentido hablar del grupo cociente G/(ker f). El primer teorema de isomorfismo para grupos establece que este grupo cociente es naturalmente isomorfo a la imagen de f (que es un subgrupo de H). 
En el caso especial de los grupos abelianos, esto funciona exactamente de la misma manera que en la sección anterior. 

### Homomorfismos de anillo
Supóngase que R y S sean anillos (se supone que son unitarios) y que f sea un homomorfismo de anillos de R sobre S. Si 0S es el elemento cero de S, entonces el núcleo de f es su núcleo como aplicación lineal sobre los enteros, o, de manera equivalente, como grupos aditivos. Es la preimagen del ideal cero {0S}, es decir, el subconjunto de R que consiste en todos aquellos elementos de R que se asignan por f al elemento 0S. El núcleo generalmente se denota ker f. En notación simbólica: 
{\displaystyle \operatorname {ker} f=\{r\in R:f(r)=0_{S}\}{\mbox{.}}}
Dado que un homomorfismo en anillo conserva los elementos cero, el elemento cero 0R de R debe pertenecer al núcleo. El homomorfismo f es inyectivo si y solo si su núcleo es solo el conjunto de un solo elemento {0R}. Este es siempre el caso si R es un campo y S no es el anillo cero. 
Dado que el kernel de f contiene la identidad multiplicativa solo cuando S es el anillo cero, resulta que el kernel generalmente no es un subanillo de R. El kernel es un sub rng y, más precisamente, un ideal de R por dos lados. Por lo tanto, tiene sentido hablar del anillo cociente R/(ker f). El primer teorema de isomorfismo para anillos establece que este anillo cociente es naturalmente isomorfo a la imagen de f (que es un subanillo de S). Téngase en cuenta que los anillos no necesitan ser unitarios para la definición del núcleo. 
Hasta cierto punto, esto puede considerarse como un caso especial de la situación para los módulos, ya que estos son todos bimódulos sobre un anillo R: 
- R mismo
- Cualquier ideal por dos lados de R (como ker f)
- Cualquier anillo cociente de R (tal como R/(ker f))
- El codominio de cualquier homomorfismo de anillo cuyo dominio es R (como S, el codominio de f)

Sin embargo, el teorema del isomorfismo da un resultado más fuerte, porque los isomorfismos de anillo preservan la multiplicación mientras que los isomorfismos de módulo (incluso entre anillos) en general no lo hacen. 
Este ejemplo captura la esencia de los núcleos en las álgebras de Mal'cev en general. 

### Homomorfismos monoides
Sean M y N monoides, y sea f un homomorfismo monoide de M sobre N. Entonces, el kernel de f es el subconjunto del producto directo M × M que consiste en todos esos pares ordenados de elementos de M cuyas ambas componentes son aplicadas por f sobre el mismo elemento en N. El núcleo generalmente se denota ker f. En notación simbólica: 
{\displaystyle \operatorname {ker} f=\{(m,m')\in M\times M:f(m)=f(m')\}{\mbox{.}}}
Como f es una función, los elementos de la forma (m, m) deben pertenecer al núcleo. El homomorfismo f es inyectivo si y solo si su núcleo es solo el conjunto diagonal {(m, m) : m en M}. 
Resulta que (ker f) es una relación de equivalencia en M, y de hecho una relación de congruencia. Por lo tanto, tiene sentido hablar del cociente monoide M/(ker f). El primer teorema del isomorfismo para los monoides afirma que este cociente monoide es naturalmente isomorfo a la imagen de f (que es un submonoide de N), para la relación de congruencia. 
Esto es muy diferente de forma conceptual a los ejemplos anteriores. En particular, la preimagen del elemento de identidad de N no es suficiente para determinar el núcleo de f. 

## Álgebra universal
Todos los casos anteriores pueden ser unificados y generalizados en álgebra universal. 

### Caso general
Sean A y B estructuras algebraicas de un tipo dado, y sea f un homomorfismo de ese tipo de A sobre B. Entonces, el kernel de f es el subconjunto del producto directo A × A que consiste en todos esos pares ordenados de elementos de A cuyos componentes son aplicados por f al mismo elemento de B. El núcleo generalmente se denota ker f. En notación simbólica: 
{\displaystyle \operatorname {ker} f=\{(a,a')\in A\times A:f(a)=f(a')\}{\mbox{.}}}
Como f es una función, los elementos con la forma (a, a) deben pertenecer al núcleo. 
El homomorfismo f es inyectivo si y solo si su núcleo es exactamente el conjunto diagonal {(a, a) : a ∈ A}. 
Es fácil ver que ker f es una relación de equivalencia en A, y de hecho una relación de congruencia. Por lo tanto, tiene sentido hablar del álgebra cociente A/(ker f). El primer teorema del isomorfismo en álgebra universal general afirma que este álgebra cociente es naturalmente isomorfa a la imagen de f (que es un subalgebra de B). 
Téngase en cuenta que la definición de núcleo aquí (como en el ejemplo del monoide) no depende de la estructura algebraica; se trata de un concepto puramente teórico establecido en el campo de los conjuntos. Para más información sobre este concepto general, fuera del álgebra abstracta, véase el artículo dedicado al núcleo de una función. 

### Álgebras de Mal'cev
En el caso de las álgebras de Mal'cev, esta construcción puede simplificarse. Cada álgebra de Mal'cev tiene un elemento neutral especial (el vector cero en el caso de espacios vectoriales, el elemento identidad en el caso de grupos conmutativos y el elemento cero en el caso de anillos o módulos). El rasgo característico de un álgebra de Mal'cev es que se puede recuperar toda la relación de equivalencia (ker f) de la clase de equivalencia del elemento neutro. 
De forma más específica, sean A y B estructuras algebraicas de Mal'cev de un tipo dado, y sea f un homomorfismo de ese tipo de A sobre B. Si eB es el elemento neutro de B, entonces el núcleo de f es la preimagen del conjunto unitario {eB}; es decir, el subconjunto de A que consiste en todos aquellos elementos de A que se asignan por f sobre elemento eB. El núcleo generalmente se denota ker f. En notación simbólica: 
{\displaystyle \operatorname {ker} f=\{a\in A:f(a)=e_{B}\}{\mbox{.}}}
Como un homomorfismo del álgebra de Mal'cev conserva los elementos neutros, el elemento de identidad eA de A debe pertenecer al núcleo. El homomorfismo f es inyectivo si y solo si su núcleo es solo el conjunto unitario {eA}. 
La noción de ideal se generaliza a cualquier álgebra de Mal'cev (como subespacio lineal en el caso de espacios vectoriales, subgrupos normales en el caso de grupos, ideales bilaterales en el caso de los anillos y submódulos en el caso de los módulos). Resulta que ker f no es un subálgebra de A, pero es un ideal. Entonces tiene sentido hablar del álgebra cociente G/(ker f). El primer teorema del isomorfismo para las álgebras de Mal'cev establece que este álgebra del cociente es naturalmente isomorfo a la imagen de f (que es un subálgebra de B). 
La conexión entre lo anterior y la relación de congruencia para los tipos más generales de álgebras es la siguiente. Primero, el kernel-como-un-ideal es la clase de equivalencia del elemento neutro eA bajo el kernel-como-una-congruencia. Para la dirección inversa, se necesita la noción de cociente en el álgebra de Mal'cev (que es la división a ambos lados para grupos y la resta para espacios vectoriales, módulos y anillos). Usando esto, los elementos a y b de A son equivalentes bajo el kernel-como-una-congruencia si y sólo si su cociente a/b es un elemento del kernel-como-un-ideal. 

## Álgebras con estructura no algebraica
Algunas veces las álgebras están equipadas con una estructura no algebraica además de sus operaciones algebraicas. Por ejemplo, se pueden considerar grupos topológicos o espacios de vectores topológicos, que están equipados con una topología. En este caso, se esperaría que el homomorfismo f conserve esta estructura adicional. En los ejemplos topológicos, sería deseable que f fuera un mapa continuo. El proceso puede encontrarse con un problema con las álgebras cociente, que pueden no comportarse bien. En los ejemplos topológicos, se pueden evitar problemas exigiendo que las estructuras algebraicas topológicas sean de Hausdorff (como se hace generalmente); entonces el núcleo (como sea que esté construido) será un conjunto cerrado y el espacio cociente funcionará bien (y también será de Hausdorff). 

## Kernels en teoría de categorías
La noción de núcleo en la teoría de categorías es una generalización de los núcleos de álgebras abelianas; véase kernel (teoría de categorías). La generalización categórica del núcleo como una relación de congruencia es el par de núcleos. También existe la noción de kernel de diferencia, o ecualizador binario.